# Campos Gerais
Campos Gerais est une municipalité brésilienne de l'État du Minas Gerais et la microrégion de Varginha.